# Mount Tambo
Mount Tambo är ett berg i Australien. Det ligger i regionen East Gippsland och delstaten Victoria, omkring 270 kilometer öster om delstatshuvudstaden Melbourne. Toppen på Mount Tambo är 1 430 meter över havet, eller 416 meter över den omgivande terrängen. Bredden vid basen är 19,8 km.
Trakten runt Mount Tambo är nära nog obefolkad, med mindre än två invånare per kvadratkilometer.. Närmaste större samhälle är Benambra, omkring 10 kilometer nordväst om Mount Tambo. 
I omgivningarna runt Mount Tambo växer i huvudsak städsegrön lövskog. Genomsnittlig årsnederbörd är 1 071 millimeter. Den regnigaste månaden är juni, med i genomsnitt 164 mm nederbörd, och den torraste är juli, med 43 mm nederbörd.